# Cliona nodulosa
Cliona nodulosa är en svampdjursart som beskrevs av Calcinai, Cerrano, Sarà och Bavestrello 2000. Cliona nodulosa ingår i släktet Cliona och familjen borrsvampar.
Artens utbredningsområde är havet kring Maldiverna. Inga underarter finns listade i Catalogue of Life.